# NGC 515
NGC 515 je čočková galaxie v souhvězdí Ryb. Její zdánlivá jasnost je 13,1m a úhlová velikost 1,40′ × 1,1′. Je vzdálená 234 milionů světelných let, průměr má 95 000 světelných let. Galaxii objevil 13. září 1784 William Herschel.